# Pangeea

Pangeea - ultimul supercontinent

Pangeea (din limba greacă veche πᾶν pan adică tot, întreg, și Γαῖα Gaia "Pământ", latinizat ca Gæa) a fost un supercontinent care a existat la sfârșitul erei paleozoice și începutul erei mezozoice, cu aproximativ 300 de milioane de ani în urmă, și a început să se despartă cu aproximativ 175 de milioane de ani în urmă.

Destrămarea supercontinentului Pangeea

## Originea conceptului
Numele derivă din greaca veche  πᾶν pan adică tot, întreg, și Γαῖα Gaia "Pământ". Conceptul a fost propus pentru prima dată de meteorologul german Alfred Wegener, părintele teoriei derivei continentelor, în lucrarea sa din 1912 Originea continentelor (Die Entstehung der Kontinente). El a extins această ipoteză în teoria din cartea sa Originea continente și a oceanelor (Die Entstehung der Kontinente und Ozeane), publicată pentru prima dată în 1915, în care a postulat că (înainte de ruperea și deriva în locurile lor actuale) toate continentele formau un singur supercontinent, pe care el l-a numit  "Urkontinent". Numele Pangeea a apărut prima dată în ediția din 1920 a Die Entstehung der Kontinente und Ozeane, când Wegener s-a referit la vechiul supercontinent ca "Pangaea a Carboniferelor". Wegener a folosit forma germanizată "Pangäa", însă termenul a intrat în literatura științifică în forma latinizată  "Pangaea".
Wegener era convins că marea similaritate a liniilor de coastă dintre Africa de Vest și partea estică a Americii de Sud nu erau o coincidență. El a adunat informații paleontologice și geologice pentru a-i susține cauza însă teoria sa a fost respinsă de geologii epocii. Abia 30 de ani mai târziu geofizicienii au demonstrat că deriva continentelor se datorează plăcii tectonice și că teoria lui Wegener este verificată și admisă..